# 西团山遗址
西团山坐落于吉林市船营区黄旗屯街道，海拔236.2米，是一处距今三千年前原始社会的文化遗址，是“西团山文化”命名地。早在三十年代，我国考古学家李文信和日本考古学者在这里作过考古调查；解放战争时期，国民党军队在西团山挖战壕露出许多石棺，引起了考古工作者的注意；1948年吉林市解放后，东北师范大学历史系师生在这里先后挖掘石棺15座，1950年，东北考古发掘团又清理挖掘出19座，出土的遗物有石斧、石锛、石刀、陶、陶壶、陶钵、陶碗、陶三足器等。东北考古发掘团发表了《吉林市西团山石棺墓发掘报告》，首先提出“西团山文化”这一科学命名，这样西团山遗址就成了在东北地区富有特色的“西团山文化”的命名地了。生活在这里大约三千年前的西团山人，还没有能力将一块石头凿成一口大棺材，考古学家所发掘的石实际是用天然石板砌成或块石垒成的一种葬具。西团山文化是吉林大地上一种独具特色的原始文化遗存，是农业由“刀耕火种”进入锄耕的阶段，其社会性质由父系氏族社会向阶级社会过度。西团山文化遗存对研究东北历史上家庭、私有制的起源，原始人类社会制度的改变和东北少数民族的繁衍生息，都具有十分重要的价值。2001年，公布为第五批全国重点文物保护单位。